# Moschendorf
Moschendorf è un comune austriaco di 399 abitanti nel distretto di Güssing, in Burgenland. Nel 1970 era stato accorpato al comune di Strem; è tornato autonomo nel 1996.